# Fitoterapia
La fitoterapia, dal greco phytón (pianta) e therapéia (cura) è, in senso generale, quella pratica che prevede l'utilizzo di piante o estratti di piante per la cura delle malattie o per il mantenimento del benessere psicofisico.
Il termine fitoterapia compare per la prima volta nel trattato di Lineamenti di fitoterapia del medico francese Henri Leclerc (1870-1955).

## Definizione
Data l'antichità di questa pratica, che con tutta probabilità rappresenta il primo esempio di pratica terapeutica umana, e data la sua generalizzata distribuzione geografica, è impossibile dare una descrizione di essa in termini di un sistema terapeutico specifico. Piuttosto è sensato dire che l'utilizzo terapeutico delle piante si ritrova in tutti i sistemi terapeutici umani, da quelli più antichi e basati su osservazione ed empirismo, a quelli più sofisticati e con livelli di complessità teorica elevata, fino alla moderna biomedicina. La medicina popolare si serve di rimedi fitoterapici da tempi immemorabili. Ippocrate citava il rimedio come terzo strumento del medico accanto al tocco e alla parola.
Dal punto di vista terminologico, limitandosi all'Unione europea, solo da pochi anni, e limitatamente alla Gran Bretagna, esiste una categoria professionale istituzionalizzata di fitoterapeuti, con percorso formativo universitario distinto da quello previsto per la biomedicina, e con protezione legale del nome. Negli altri stati membri della UE il termine fitoterapeuta non ha valore legale, e la fitoterapia non è una branca riconosciuta dalla biomedicina. In Italia è attiva dal 1992 la Società italiana di Fitoterapia, che ha fra i suoi obiettivi statutari "quello di operare affinché l'uso razionale delle sostanze vegetali sia riconosciuto per il ruolo di utilità che esso è in grado di sostenere anche nella medicina moderna".
I medicinali fitoterapici non vanno confusi con i preparati erboristici in quanto, pur essendo quest'ultimi dotati a volte di proprietà farmacologiche, non sono medicinali per legge. Tanto meno va confusa fitoterapia con omeopatia sia perché sono due dottrine molto diverse sia perché, soprattutto, la prima ha principi scientifici ed efficacia dimostrata, la seconda invece è pseudoscienza senza risultati comprovati maggiori dell'effetto placebo.
Le differenze principali fra i farmaci propriamente detti, di sintesi chimica, e i fitoterapici attengono alla composizione e concentrazione dei principi attivi, pochi e a concentrazione nota e stabile per i farmaci di sintesi; molti, non opportunamente tutti attivi e a concentrazione variabile nei fitoterapici.

## Principi attivi
Le piante sono fra le principali fornitrici di sostanze medicamentose. Vanno considerate veri e propri produttori e contenitori dinamici di sostanze chimiche. Nella loro evoluzione esse hanno sviluppato innumerevoli metaboliti secondari che svolgono per la pianta varie funzioni ecologiche (repellenza, difesa dagli erbivori, lotta contro altre specie vegetali per il controllo delle risorse, difesa dai parassiti, attrazione degli impollinatori, ecc.). Questi stessi metaboliti secondari hanno mostrato importanti attività farmacologiche nell'uomo. Ecco una lista esemplificativa dei vari principi attivi: 
- fenoli semplici
- polifenoli - tannini e flavonoidi
- glicosidi (fenilpropanoidi, antrachinoni, glucosinolati, iridoidi, cianogenetici)
- terpeni
- terpenoidi e saponine (fitosteroli, cardioattivi, triterpeni)
- olii essenziali e resine
- alcamidi
- alcaloidi

Le attività che questi metaboliti possono esercitare sulla fisiologia umana sono molteplici e sarebbe impossibile riassumerle brevemente, tuttavia una lista sommaria comprenderebbe:
- sostanze tossiche
- sostanze con attività ormonoregolatrici
- sostanze ad attività antimicrobica
  - battericidi
  - virostatici
  - fungicidi
- sostanze lassative
- sostanze antinfiammatorie
- sostanze attive sul sistema nervoso centrale e periferico
- sostanze antiossidanti

Le moderne preparazioni fitoterapiche sono ottenute a partire dal materiale vegetale, sia fresco che essiccato, tramite estrazioni con solventi e metodiche diverse: se il solvente è l'etanolo in percentuali diverse si parla di estratti idroalcolici, solitamente chiamati tinture madri (dette anche tinture officinali o estratti fluidi); se il solvente è l'acqua si parla di infusi, decotti o macerati a freddo; se il solvente è un olio grasso si parla di oleoliti; l'estrazione con solventi diversi e non alimentari (esano, cloroformio, ecc.), che vengono poi eliminati, permette la preparazione di estratti molli e secchi. Alcune preparazioni sono costituite da estratti di singole piante, altri da combinazione di estratti da diverse piante. In particolare i medici hanno la possibilità non di preparare ma di prescrivere preparazioni vegetali che poi prepara il farmacista (medicinali galenici magistrali).
Le preparazioni in libera vendita devono sottostare a vari standard di tipo qualitativo, mentre gli standard di efficacia e tossicologici vengono applicati (nella UE) solo a quei preparati ai quali venga riconosciuto lo status di farmaci vegetali (herbal medicines). Per i preparati che non rientrano in questa categoria valgono le regolamentazioni dei singoli stati membri.

## Pericoli
L'uso di piante e dei loro derivati può essere utile nella terapia e nella prevenzione di molte malattie. Talvolta tuttavia si possono verificare anche "sfruttamenti promozionali" di piante ed erbe delle quali si vantano proprietà terapeutiche non documentate e delle quali talvolta si ignorano i possibili pericoli, ma fortunatamente esiste oggi in Italia una specifica regolamentazione dei prodotti naturali. L'equazione "naturale = benefico" è infatti spesso un semplice tranello atto ad abusare della credulità di alcune persone: anche i virus, difatti, sono naturali, come pure i funghi velenosi o la cicuta che Socrate fu costretto ad assumere.
Anche le interazioni con i farmaci tradizionali devono essere valutate con attenzione così come gli effetti collaterali. Attenzione va ad esempio posta al sistema enzimatico epatico ed intestinale P450 e alle sue varie isoforme, oltre che alla proteina di trasporto denominata P-gp. In particolare oggi sappiamo che esistono molte piante che interagiscono con i farmaci, riducendone l'attività o al contrario aumentandone la tossicità, tutte situazioni che devono essere ben conosciute onde prevenire interazioni pericolose o al contrario sfruttarne tutte le sinergie.

## Premesse fitoterapiche
Nel sistema sanitario italiano, la fitoterapia non esclude l'autoprescrizione, tanto che esistono fitoterapici da banco senza obbligo di ricetta medica dispensati dal farmacista in farmacia e parafarmacia. Per la prescrizione, che è un atto medico, occorrono:
- la laurea in medicina e chirurgia, l'abilitazione all'esercizio professionale e l'iscrizione all'Ordine dei Medici;
- anche se auspicabile, non è indispensabile una formazione specifica, come un master post laurea, il quale tuttavia fornisce adeguate competenze circa la composizione delle piante, tecniche estrattive, conoscenze di galenica, e soprattutto l'acquisizione di competenze all'uso clinico delle piante medicinali.

La preparazione e la prescrizione delle materie prime vegetali ad uso farmaceutico è soggetta alla supervisione dell’EMA (Agenzia europea per i medicinali), che ne stabilisce le norme. I prodotti fitoterapici sono, inoltre, inseriti nella Farmacopea Ufficiale (F.U.), che contiene i requisiti e le caratteristiche delle sostanze farmaceutiche, definite secondo standard specifici e vigilate dal Ministero della Salute per quanto riguarda la qualità. Il ministero verifica la qualità, la sicurezza e l’efficacia dei prodotti terapeutici e decide se richiesta la prescrizione medica per il loro acquisto. L'Agenzia italiana del farmaco redige una lista di farmaci fitoterapici autorizzati e reperibili in commercio.